# Plesná (district de Cheb)
Plesná (en allemand : Fleißen) est une ville du district de Cheb, dans la région de Karlovy Vary, en République tchèque. Sa population s'élevait à 1 909 habitants en 2024.

## Géographie
Plesná se trouve à la frontière avec l'Allemagne, à 2 km à l'est de Bad Brambach, à 16 km au nord de Cheb, à 38 km à l'ouest de Karlovy Vary et à 151 km à l'ouest de Prague.
La commune est limitée par Luby au nord et au nord-est, par Nový Kostel à l'est, par Křižovatka, Velký Luh et Skalná au sud et par l'Allemagne à l'ouest.

## Histoire
La première mention écrite de la localité date de 1185

## Transports
Par la route, Plesná se trouve à 20,5 km de Cheb, à 46 km de Karlovy Vary et à 173 km de Prague.